# Massywa
Massywa – syn Gulussy, współrządcy Numidii od 148 p.n.e. 

## Życiorys
Jego ojciec sprawował naczelne dowództwo w numidyjskim wojsku i walczył po stronie Rzymu w III wojnie punickiej, zmarł prawdopodobnie koło 140 p.n.e. W 118 p.n.e. doszło do sporu między spadkobiercami króla Micypsy, Adherbalem, rządzącym w stołecznej Cyrcie, i adoptowanym Jugurtą, Massywa stanął po stronie Adherbala. Po jego klęsce i śmierci w 112 p.n.e. opuścił Numidię i udał się do Rzymu, gdzie za namową Spuriusza Postumiusza Albinusa zgłaszał pretensje do numidyjskiego tronu. Zginął w skrytobójczym zamachu zleconym, według Salustiusza, przez Jugurtę a wykonanym przez Bomilkara, który wraz z królem przybył do Rzymu. W procesie dotyczącym śmierci Massywy nie ponieśli oni jednak bezpośredniej odpowiedzialności, gdyż bronił ich immunitet dyplomatyczny. Bomilkar uciekł potajemnie do Numidii, a Jugurta został wydalony z Italii.